# Mi Ridell
Mi Ridell född 3 juni 1968 i Karlskrona stadsförsamling, Blekinge län, är en svensk skådespelare och sångerska. Sedan 2008 verkar hon som utbildare inom kroppsspråk och icke-verbal kommunikation.

## Karriär
Mi Ridell hade tänkt sig en karriär som operasångare och läste vid Nordiskt musikkonservatorium, Kulturamas teaterlinje samt studerade sång för bland andra Torsten Föllinger, Busk Margit Jonsson och Zanna Hultén. Karriären började på Ulriksdals slottsteater "Confidencen" där hon spelade den elaka styvsystern Thisbe i Rossinis komiska opera Askungen. Hon har gjort ytterligare några operaroller i bland annat Figaros bröllop och Carmen.
År 1992 debuterade hon som komiker i revyn Mulliga Vitaminer. Revyn med bland andra Ulf Brunnberg, Birgitta Andersson och Triple & Touch blev en långkörare och spelades på Stora Teatern i Stockholm, på Lorensbergsteatern i Göteborg och på Nöjesteatern i Malmö. Ridell har medverkat i flera succéer på privatteatrarna, bland annat i Hotelliggaren på Chinateatern, Tjorven på Saltkråkan på Göta Lejon, Girls night out på Cirkus, Bröstsim & gubbsjuka på Vallarnas friluftsteater i Falkenberg och Kaos i folkparken på Fredriksdalsteatern i Helsingborg.
Hon har medverkat i filmer som Reine & Mimmi i fjällen! och Galenskaparna och After Shaves Monopol samt i TV-produktioner som Oumi där hon föreställde den japanska journalisten Oumi på Kanal 5 2003, och 2005 i Gäster med gester, Prat i kvadrat, Rena rama Rolf, Vita lögner, En fyra för tre, Cluedo – en mordgåta och Så ska det låta. Hon deltog även i Let's Dance och Musikmaskinen 2008 samt Sing along 2007 och 2008.
Ridell har arbetat som producent, då hon 2006 satte upp det egna teaterstycket TiraMisu på Nya Casinoteatern i Stockholm. Hon har producerat föreställningarna "Skvaller" och "En poetisk cocktail i rött och svart" med Lena Söderblom och sig själv i rollerna.
Tillsammans med Paula Ternström har hon producerat och medverkat i underhållningsseminariet "Mat Desperat" som gick på turné i hela Sverige våren 2010.
Sedan 2008 har Ridell varit verksam som utbildare inom kroppsspråk och icke-verbal kommunikation både i Sverige och utomlands. 2014 utbildades hon av den tidigare FBI-agenten Joe Navarro. 
2016 släppte hon tillsammans med Lucas Bruhn boken Kroppen ljuger aldrig – konsten att tala kroppsspråk, som är en praktisk handbok. Lucas Bruhn är en pseudonym, men han har i 25 år arbetat för svensk polis och säkerhetstjänst, både nationellt och internationellt, med särskilda spaningsmetoder.
Hösten 2023 var Mi en av förrädarna i Tv4 - leken "Förrädarna".
I januari 2024 kom hennes bok " Se vad som sägs - konsten att tyda kroppsspråk" ut. 
6/10 2024 urpremiär på monologen " Häpp" av Gussy Löwenhielm på Capitol i Stockholm.

## Filmografi (i urval)
- 1991 - Storstad (rollen som Linda TV-serie regi Mikael Hylin SVT Drama)
- 1994 - Kvällspressen (rollen som Wennströms kvinna, TV-serie i regi Mats Ahrén SVT Drama)
- 1994 - Den vite riddaren (rollen som Jeanette i TV-serie i regi av Daniel Alfredsson/Harald Hamrell SVT Drama)
- 1994 - Bert (rollen som Anki Jönsson i regi av Thomas Alfredson/Svante Kettner  SVT Drama)
- 1995 - Saltkråkan (rollen som Malin i filmatiserad version från Göta Lejon SVT)
- 1995 - Skandalen (rollen Lena avsnitt i TV-programmet "Du bestämmer", regi Hans Klinga SVT Drama)
- 1995 - Bennys badrum (roll som Bennys mamma i regi av Svante Kettner  Kanal 5)
- 1996 - Det ringer på dörren (roll Lotta Berg i Tv-serie i 12 avsnitt regi Leif Lindblom/Peter Nicolaisen Kanal 5)
- 1996 - En fyra för tre (roll Susanne Höök flygvärdinna  regi Sven Holm TV4)
- 1996 - Monopol (rollen som nyhetsuppläsare i "Bimbonytt"  i biofilmen i regi av Claes Eriksson Galenskaparna)
- 1996 - Cluedo - en mordgåta (rollen som Anette Gulling i regi av Daniel Alfredsson 12 avsnitt TV4)
- 1997 - Reine & Mimmi i fjällen (rollen "Siri Norlander" i biofilmen i regi av Magnus Skogsberg)
- 1997 - Nudlar & 08:or (regi av Leif Lindblom SVT Drama)
- 1998 - Rena rama Rolf (Monica Raberud 21 avsnitt i regi av Håkan Wennberg TV 4)
- 1998 - Jobbet och jag (huvudrollen som Emma i TV-serie 10 delar i regi av Allan Svensson Kanal 5)
- 1999 - Papphammar (olika sketcher med Gösta Ekman i regi av Rolf Björlind)
- 1999 - Bröstsim & gubbsjuka (rollen "Tuttan" i filmatiserad version från Vallarnas Friluftsteater SVT)
- 2000 - Vita lögner (i rollen som Tove Bergstrand präst i 19 avsnitt av såpa på TV3)
- 2002 - Barnvakten (rollen som mamman i kortfilmen regi Niklas Carlsund)
- 2004 - Oumi (huvudrollen Oumi i TV-serie 20 avsnitt i regi av Hans Pihl och Pontus Ströbaeck Kanal 5)
- 2004 - Fifi och blomsterfröna (rösten som Viola Eurotroll för SVT)
- 2004 - Greta Gris (rösten som Mamma Gris 9 avsnitt Eurotroll för SVT)
- 2007 - Hjertebank (roll som Jon Skolmens nya fru i norsk kortfilm)
- 2009 - Scener ur ett kändisskap (i rollen som Mi, regi Christoffer Panov och Christian Eklöw SFI)
- 2017 - Gåsmamman (rollen som psykolog i säsong 2 avsnitt 8 och 9 i regi av Richard Holm)
- 2022 - Heder ( rollen som konferencier i säsong 3 avsnitt 6 i regi av Joakim Eliasson)

## Teater

### Roller (ej komplett)
| År         | Roll              | Produktion                                                              | Regi             | Teater                              |
| ---------- | ----------------- | ----------------------------------------------------------------------- | ---------------- | ----------------------------------- |
| 1985       | flera             | Dubbla Budskap                                                          | Ulf Fembro       | Konserthuset Karlskrona             |
| 1986       | flera             | Wilhelm Tell                                                            | Ulf Fembro       | Utomhusteater Karlskrona            |
| 1987/88    | flera             | Junker Nils                                                             | Inger Wikström   | turné                               |
| 1989       | My Lady           | De tre musketörerna                                                     | Mikael Hylin     | turné                               |
| 1988/89    | Thisbe            | Askungen                                                                | Mikael Hylin     | Confidencen                         |
| 1990/91    | Häxa/prinsessa    | Elddonet                                                                | Marit Wixell     | turné                               |
| 1990       | Cherubino         | Figaros Bröllop                                                         | Mikael Hylin     | Confidencen                         |
| 1990       | Mercedes          | Carmen                                                                  | Ture Rangström   | Confidencen                         |
| 1991       | Sjöjungfru Indian | Peter Pan J.M. Barrie                                                   | Jackie Söderman  | Dramaten                            |
| 1992       | Medverkande       | Mulliga vitaminer, revy Calle Norlén, Sven Hugo Persson, Tomas Tivemark | Mikael Hylin     | Stora teatern, Stockholm            |
| 1993/94    | flera             | Ja må vi leva - revy Kallifatides/Brunner                               | Per Ragnar       | Mosebacke                           |
| 1994       | Cecilia Löwenborg | Bröderna Östermans glada änka                                           | Börje Nyberg     | Göta Lejon                          |
| 1994/95    | Malin             | Tjorven på Saltkråkan                                                   | Pernilla Skifs   | Göta Lejon                          |
| 1995       | flera             | Casinorevyn                                                             | Mille Schmidt    | Utomhusteater Barkarby              |
| 1995       | flera             | x-mas online                                                            | Jonny Sundin     | turné                               |
| 1996       | flera             | Läppar&Peppar                                                           | Jonny Sundin     | turné                               |
| 1996/97    | flera             | Alla Tiders Kvinnor                                                     | Lena Söderblom   | turné                               |
| 1997/98/99 | Jenny Bring       | Hotelliggaren Ray Cooney                                                | Bo Hermansson    | Chinateatern                        |
| 1999       | Tutta Modin       | Bröstsim & gubbsjuka Franz Arnold och Ernst Bach                        | Örjan Herlitz    | Vallarnas friluftsteater            |
| 2000       | Monica Raberud    | Rena rama Rolf – En plats i solen Wilhelm Behrman och Gustaf Skördeman  | Krister Claesson | Vallarnas friluftsteater            |
| 2000       | Zarah Leander     | Va sjûven nu då?                                                        | Helge Skoog      | Borås Statsteater                   |
| 2001       | Sara              | Girls Night Out                                                         | Magnus Bergquist | Cirkus i Stockholm                  |
| 2002/03    | flera             | Cirkus Matsimo                                                          | Lenny Mostberg   | Konserthuset Karlskrona             |
| 2003       | Nancy             | Kaos i folkparken Adde Malmberg, Johan Schildt och Robert Sjöblom       | Jan Hertz        | Fredriksdalsteatern                 |
| 2003       | flera             | Xmas Cards from MI to you                                               | Lena Söderblom   | Ronneby Brunn/rest Undici Stockholm |
| 2006/07/08 | flera             | TiraMIsu - en uppiggande kväll med Mi Ridell                            | Lena Söderblom   | Casinoteatern /turné                |
| 2008       | flera             | Listen to MI                                                            | Lena Söderblom   | turné                               |
| 2008/09    | flera             | Skvaller                                                                | Lena Söderblom   | Göteborgs Statsteater/turné         |
| 2010       | flera             | Mat Desperat                                                            | Lena Söderblom   | turné                               |
| 2014       | flera             | En poetisk cocktail i rött & svart                                      | Lena Söderblom   | Casa Rosa Marbella                  |
| 2024       |                   | Häpp!                                                                   | Jan Ärfström     | Capitol                             |